# Autokróm
Az autokróm vagy Autochrome Lumière egy, a fotográfiában használt direktpozitív és az első valódi, tömegesen is alkalmazható színes képrögzítési eljárás. Auguste és Louis Lumière kísérletezte ki 1904 és 1907 között.

## Története

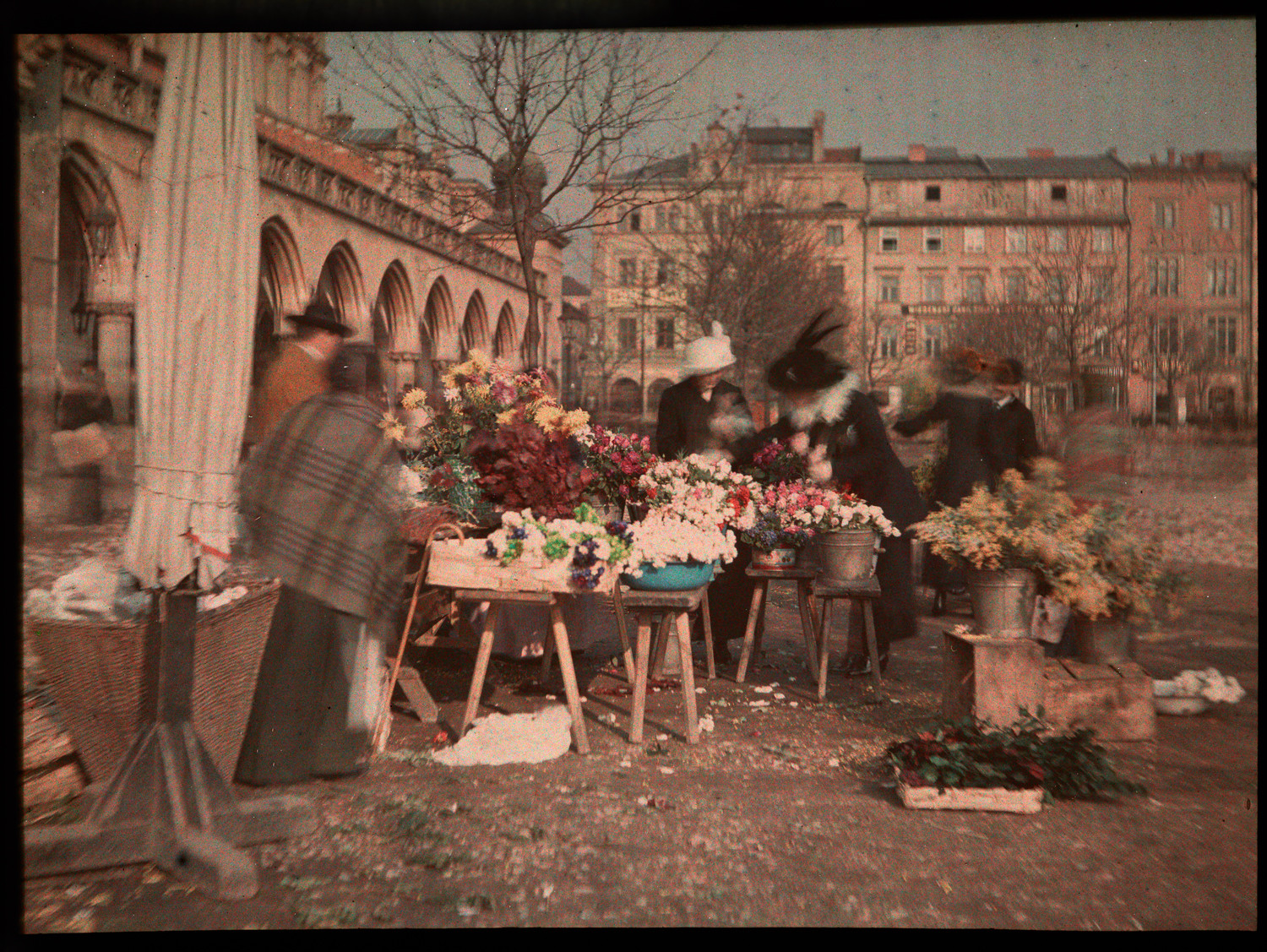
Krakkó 1912

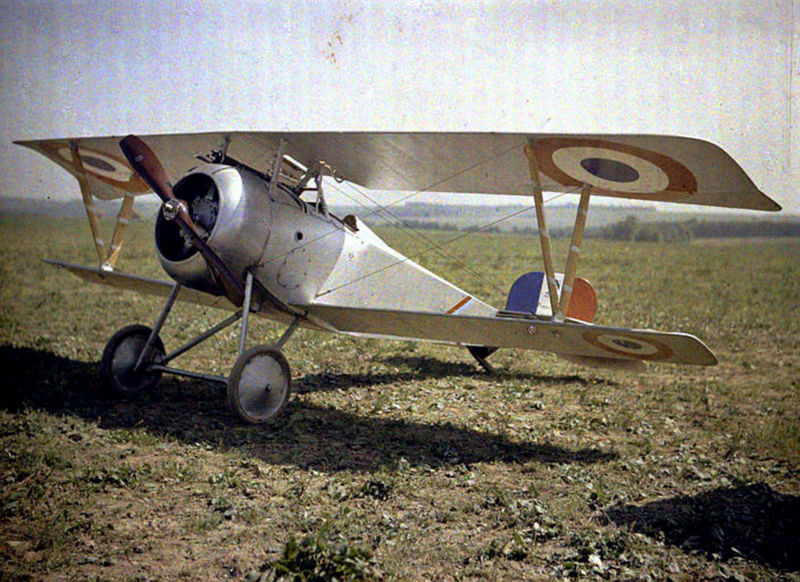
Nieuport 1917

A Lumière fivérek a film mellett a fotográfia iránt is érdeklődtek, és filmes sikereik után 1903-ban beszálltak a színes film megalkotásáért akkor már több évtizede folyó versenybe. 1904. május 30-án szabadalmaztatták a világ első, használható színes eljárását.
Elterjedése 1907-től általános, ekkortól sikerült a lemezeket gyárilag előállítani. (1913-ban már napi 6000 darabot gyártottak.) Még az 1930-as években is használták, főleg színes festmények reprodukcióinak elkészítéséhez.
Gyakorlatilag sokszorosíthatatlan volt, ugyan 1912-ben forgalomba került egy Utocolor elnevezésű papír, amelyre lehetett másolatokat készíteni, de a végeredmény nem volt kielégítő, egészen az 1970-es évekig a színes fordítós papírok elterjedéséig kellett várni jó minőségű sokszorosíthatóságára.
A franciák után a magyarok voltak az elsők a világon, akik sikereket értek el autokróm lemezekkel.

## Az eljárás
Az üveg diapozitívon a fény egy színezett keményítőszemcsékből álló szűrőrétegen hatol keresztül. Az egyenletesen elosztott szemcséket cinóbervörösre, sárgászöldre és ultramarinkékre festették, majd ezeket alaposan összekeverve szürke réteget kaptak, melyben egyik alapszín sem dominált. A szemcsék közti hézagokat finom szénporral töltötték ki, ami semmilyen színű fényt nem bocsát át. Az így előállított szűrőt lakkal vonták be, ezután a rétegre ráöntötték a fényérzékeny emulziót. A lemezt fordítva, üvegoldala felől világították meg, hogy a keményítőszemcsék színszűrőként működhessenek. Jó eredményt csak egy plusz sárga színszűrő használatával lehetett elérni, mert az anyag a kékre túl érzékeny volt. A felvétel során a megfelelő színű sugarak csak a velük egyező színű rácspontokon tudtak átjutni, s feketedést okoztak az alattuk levő fényérzékeny anyagon. A lemez hosszú expozíciót igényelt, mert érzékenysége a legjobb esetben is csak harmada volt az akkor használatos fekete-fehér lemezekének. 

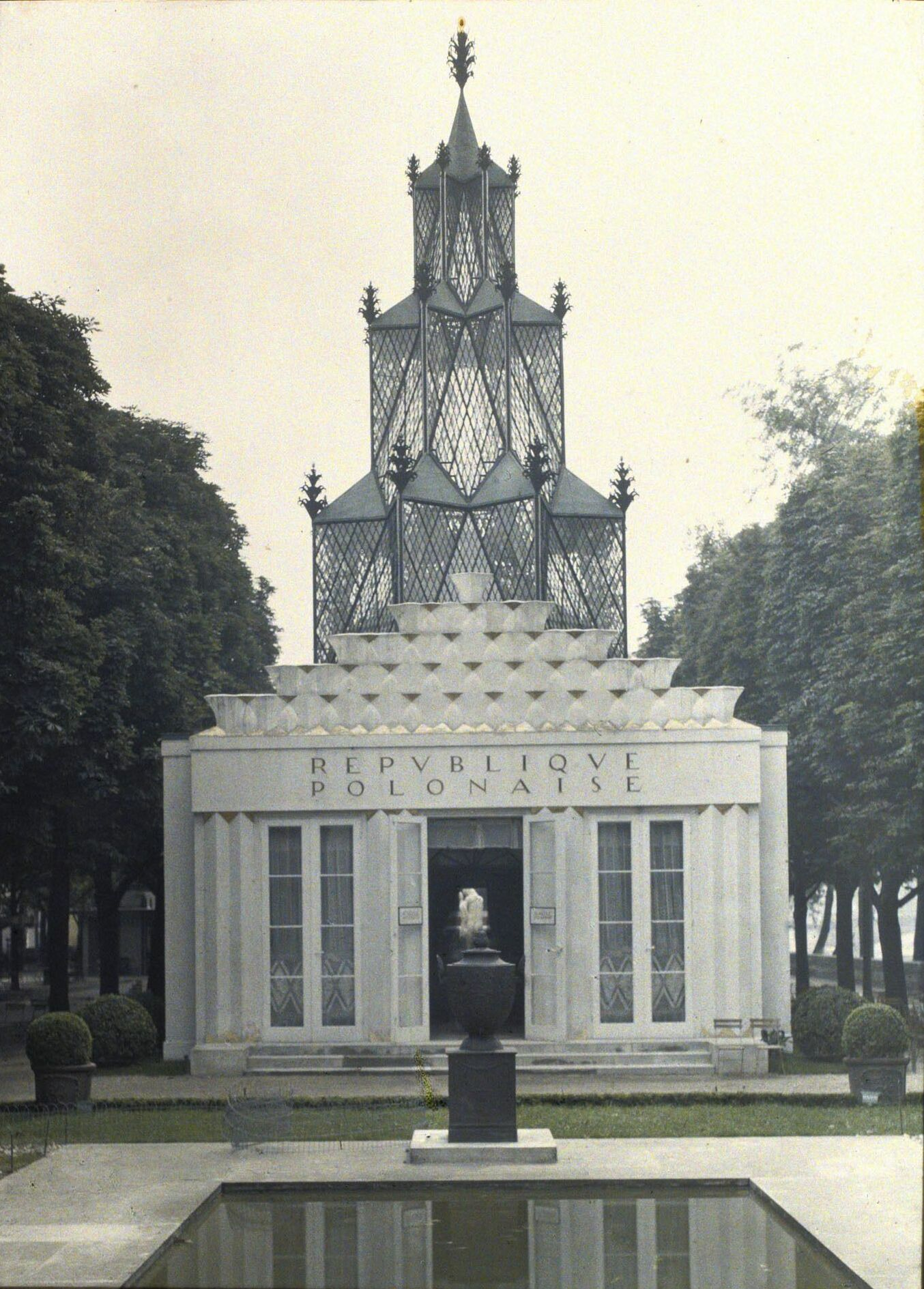
Párizs 1925

Az előhívás ellenőrzésére, a sötétkamra világításához a gyár által mellékelt szűrőt kellett használni, amely virida papír néven sárga és zöld hártyákból állt. Öblítés után az ezüstképet nem fixálták, hanem kálium-permanganátban kihalványították, megvilágították az eredetileg fény nem érte brómezüstöt, s amidolos fürdőben, három percig újrahívták, így alakult át az eredetileg negatív kép pozitívvé. Mivel a természetes száradás során az emulzió gyakran elvált a hordozótól, az egy-két perces, gyengén folyó vízben történő mosás után hirtelen, ventilátor segítségével szárították meg a képeket. A lemezt bizonyos korlátok között erősíteni, gyengíteni is lehetett.

## Anyaga

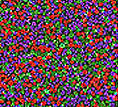
a lemez szemcséi

Burgonyakeményítőből és szénporból összeállított színszűrőréteggel ellátott üveg diapozitív. A Lumiére-fivérek által megadott rétegvastagságok szerint a keményítőszemcséket tartalmazó szűrőréteg 0,062 mm, az erre öntött lakkréteg 0,01 mm, az efölé, a szűrőrétegre kerülő brómezüst-emulzió 0,02 mm. (A Fény, 1909. 9. 258. o.)

### Méretei
Leggyakrabban 9x12 cm, de ritkán előfordul 13x18 cm-es is. Sztereó változata is ismert.